# Chalepides osunai
Chalepides osunai är en skalbaggsart som beskrevs av Joly och Hermes E. Escalona 2002. Chalepides osunai ingår i släktet Chalepides och familjen Dynastidae. Inga underarter finns listade i Catalogue of Life.